# Мала Шкарівка
Мала́ Шка́рівка — село в Україні, у Грицівській селищній громаді Шепетівського району Хмельницької області. Населення становить 381 особу.

## Історія
У 1906 році село Лабунської волості Ізяславського повіту Волинської губернії. Відстань від повітового міста 38 верст, від волості 15. Дворів 128, мешканців 671.
Село постраждало в часи Голодомору 1932—1933 років, за різними даними, померло приблизно 10 осіб.